# AT (форм-фактор)

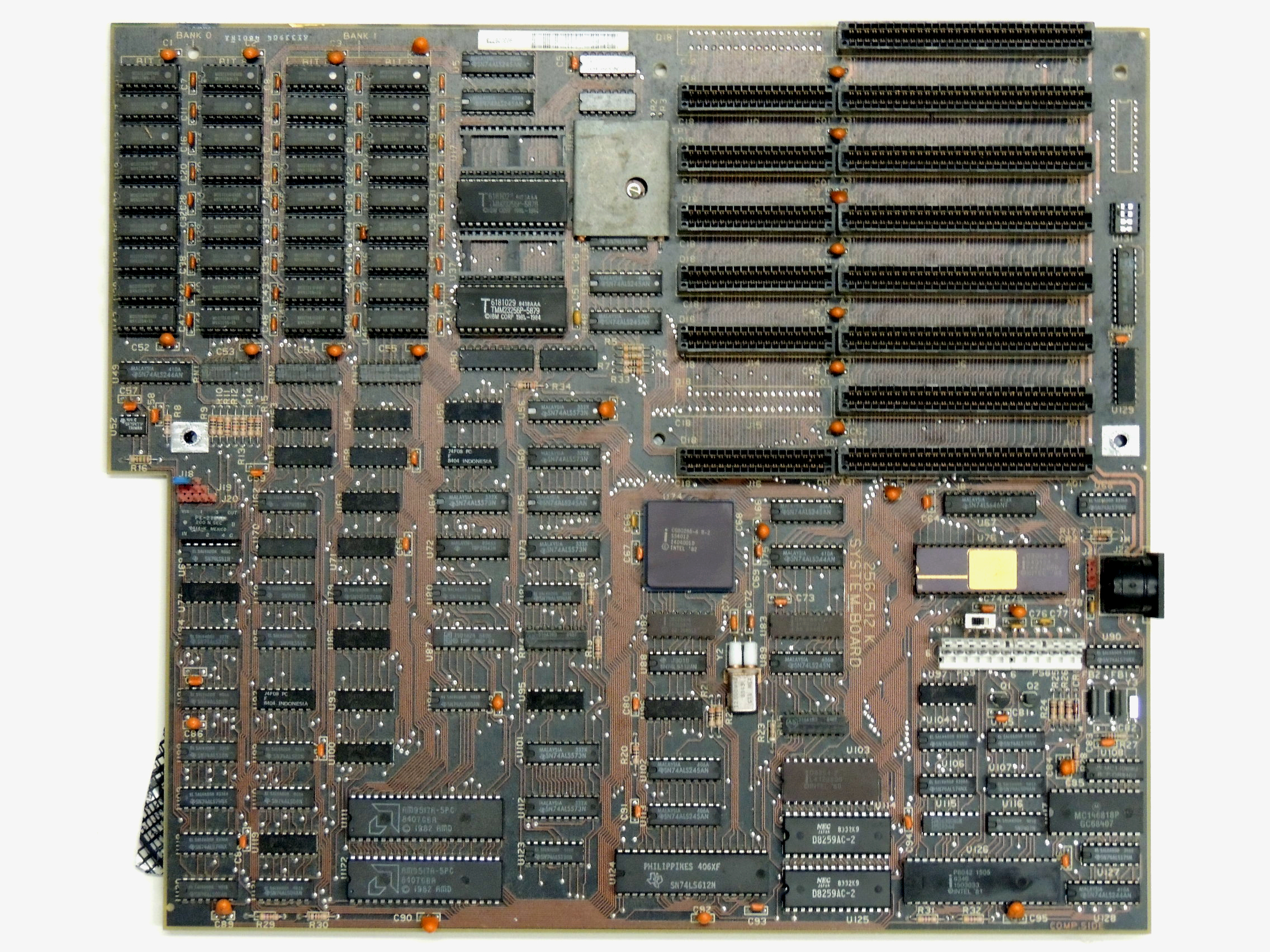
Печатная плата оригинального IBM PC/AT

AT (англ. Advanced Technology) — первый широко использовавшийся форм-фактор в IBM-совместимых компьютерах. Данный форм-фактор был создан компанией IBM в 1984 году и пришёл на смену ранее существовавшим форм-факторам PC и XT.
В 1985 IBM представила уменьшенную версию форм-фактора — Baby AT (аналогичные уменьшенные версии форм-факторов более новых стандартов выходили с префиксом micro-). Компьютеры с материнскими платами стандарта Baby AT, в корпусах типа desktop и mini-tower, занимали во второй половине 80-х первой половине 90-х наибольшую часть рынка IBM PC-совместимых компьютеров. В 1995 году был представлен новый, несовместимый стандарт ATX и в течение второй половины 90-х годов происходило постепенное вытеснение устаревающего стандарта AT. К 2000 году большинство компаний производителей материнских плат отказалось от разработки и выпуска новых моделей в форм-факторе Baby AT в пользу более современного ATX и его модификации Micro-ATX. Известно лишь единичное, считанное число моделей материнских плат этого стандарта на новых чипcетах, выпущенных в 2000 году и позднее (Acorp 6VIA85T, Commate P4XB, Jetway 849BS). Стандарт был очень популярен вплоть до конца 1999 — начала 2001 года, когда на смену Baby AT пришёл форм-фактор ATX. Размеры материнской платы: 12 × 11-13" (305 × 279—330 мм).

## Описание
На материнских платах форм-фактора AT присутствовал разъем DIN-5, использовавшийся для подключения клавиатуры, вместо которого в ATX стал использоваться разъём Mini-DIN, известный как PS/2.
Существенной особенностью стандарта было появление tower (башенных) версий корпуса, вынесение выключателя питания на переднюю панель и стандартизация формы и разводки разъёмов питания материнской платы, в остальном стандарт практически повторял своих предшественников.
Также стали стандартными и используются в таком же виде во многих более поздних форм-факторах:
- способ крепления интерфейсных плат и форма «заглушки» — брекета;
- набор контактов на материнской плате и разъёмы для подключения находящихся на корпусе динамика, кнопки Reset, индикаторов питания и активности жёсткого диска.